# Адыгейская (Черкесская) автономная область
Адыгейская (Черкесская) автономная область — административно-территориальная единица РСФСР, существовавшая с 27 июля 1922 года (до 24 августа 1922 года называвшаяся Черкесской (Адыгейской) автономной областью) по 3 августа 1928 года. 
Административный центр — город Краснодар (не входивший в состав области).

## История
27 июля 1922 года Президиум ВЦИК принял постановление — выделить из Краснодарского и Майкопского отделов Кубано-Черноморской области территорию, населённую черкесами (адыгейцами) и образовать на ней Черкесскую (Адыгейскую) автономную область с центром в городе Краснодар. Первоначально в её состав вошли 3 округа: Псекупский (аул Тахтамукай), Фарсский (аул Хакуринохабль), Ширванский (аул Адамий).
24 августа 1922 года Черкесская (Адыгейская) автономная область была переименована в Адыгейскую (Черкесскую) автономную область.
24 октября 1923 года вместо 3 округов в области образуется 2 округа: Псекупский (10 волостей, центр аул Тахтамукай) и Фарсский (9 волостей, центр аул Хакуринохабль).
С 2 июня 1924 года Адыгейская (Черкесская) автономная область в составе Юго-Восточной области, с 16 октября 1924 года — в составе Северо-Кавказского края.
5 августа 1924 года вместо ликвидированных округов и волостей область была разделена на 5 районов.
3 августа 1928 года Адыгейская (Черкесская) автономная область была переименована в Адыгейскую автономную область.

## Население
По итогам всесоюзной переписи населения 1926 года население автономной области составило 113 481 человек (55 893 мужчины, 57 588 женщин).

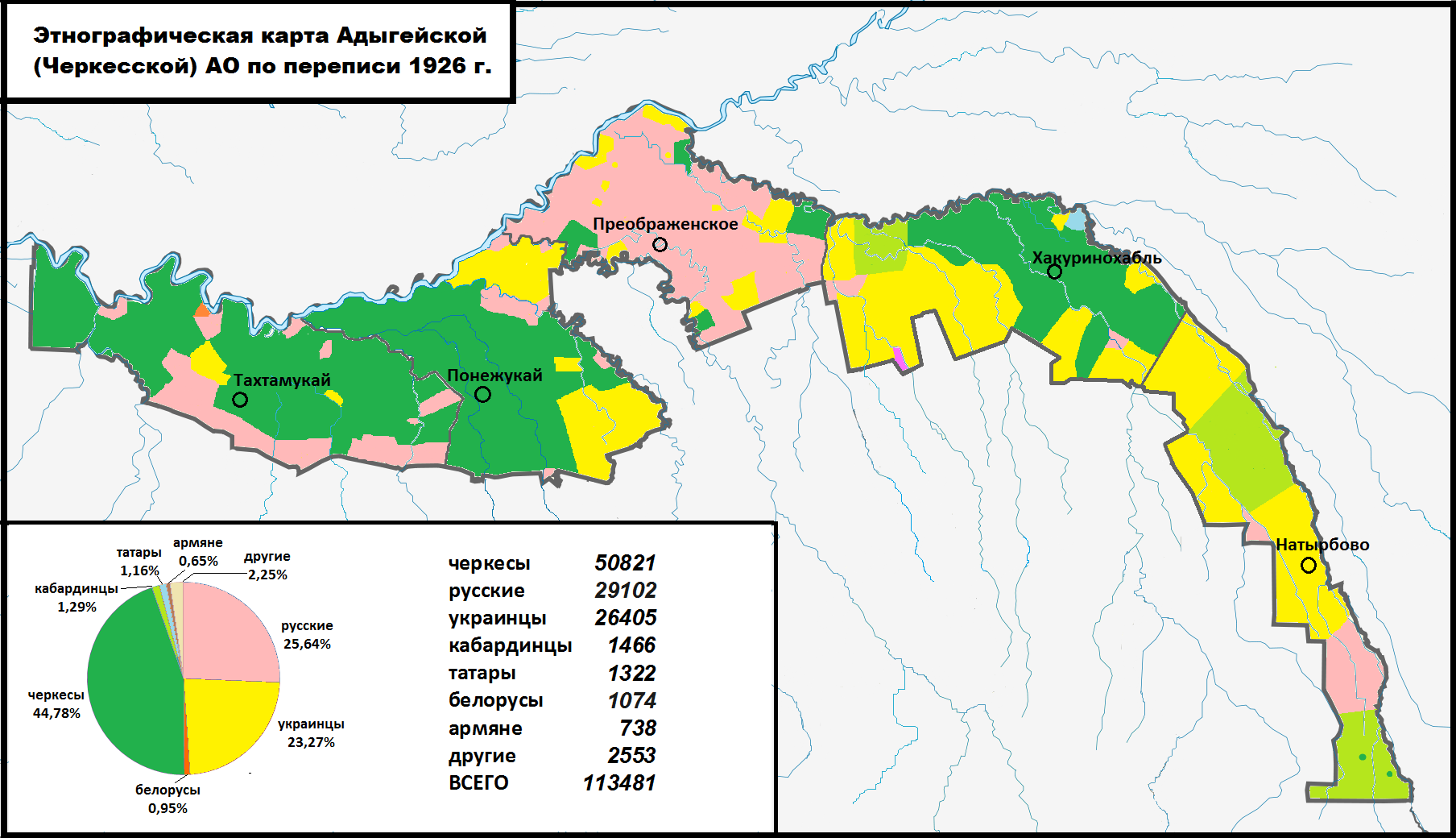
Этнографическая карта Адыгейской (Черкесской) АО на 1926 г.

Национальный состав населения распределялся следующим образом:
| Национальность     | Население, чел. | Доля в общем населении, % |
| ------------------ | --------------- | ------------------------- |
| Адыгейцы (черкесы) | 50 821          | 44,8                      |
| Русские            | 29 102          | 25,6                      |
| Украинцы           | 26 405          | 23,3                      |
| Кабардинцы         | 1 466           | 1,3                       |
| Татары             | 1 322           | 1,2                       |

## Административное деление

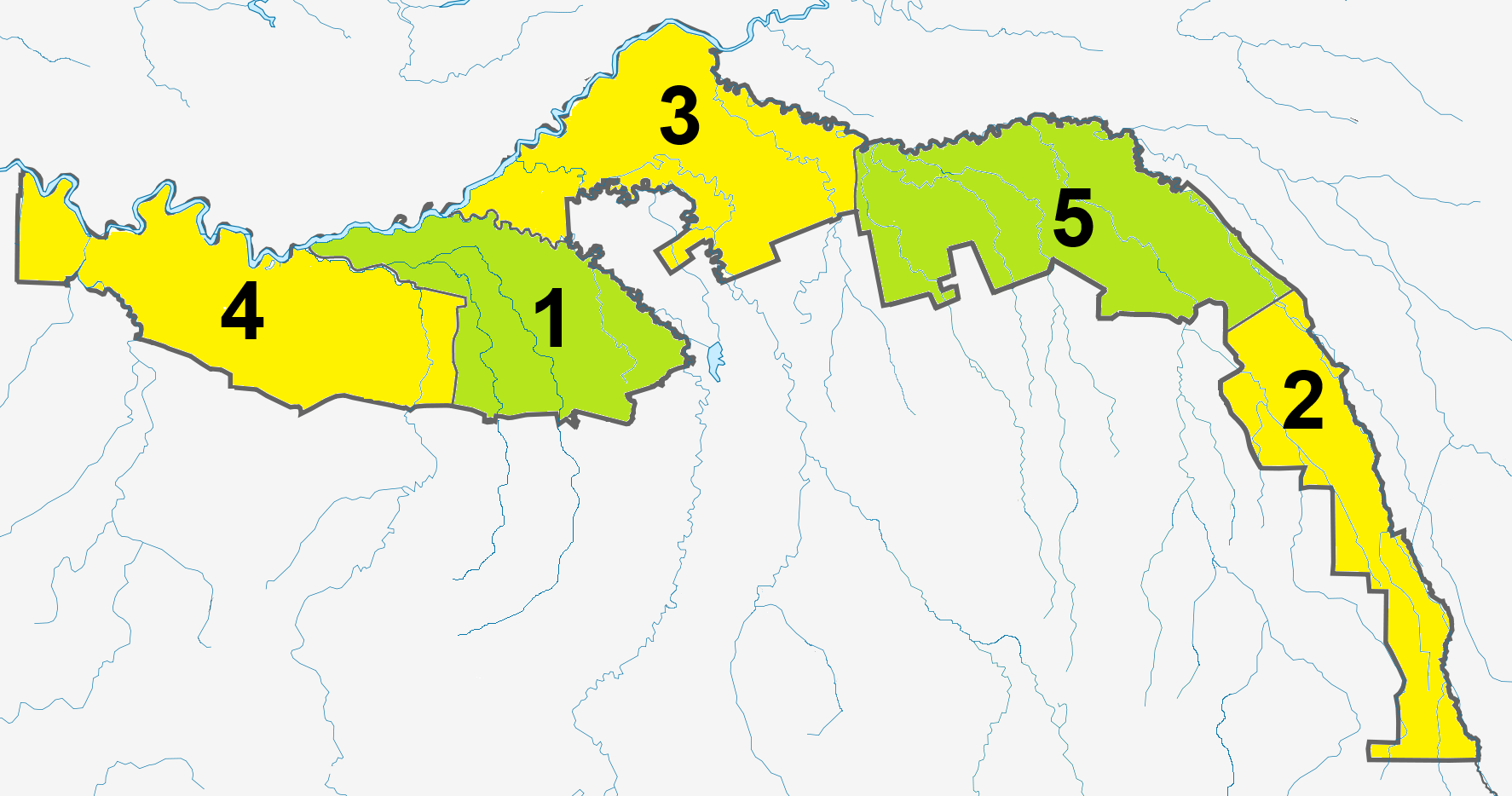
АТД Адыгеи на 1926 год

В 1925 году в состав области входило 5 районов:
1. Понежукайский — аул Понежукай;
2. Натырбовский — село Натырбово;
3. Преображенский — село Преображенское;
4. Тахтамукайский — аул Тахтамукай;
5. Хакуринохабльский — аул Хакуринохабль.